# Jean-François Maurice
Jean-François Maurice, cujo nome verdadeiro é Jean Αlbertini, é um produtor, compositor e cantor francês. Nasceu em 1947 e morreu em 6 de novembro de 1996. Seu maior sucesso é a canção "28 degrés à l'ombre" gravada em 1978. Ele escreveu a letra com Didier Barbelivien e a música é assinada por Salermo Magiordani.